# Крива Бара (Монтанська область)
Кри́ва Ба́ра (болг. Крива бара) — село в Монтанській області Болгарії. Входить до складу общини Брусарці.

## Населення
За даними перепису населення 2011 року у селі проживали 1050 осіб.
Національний склад населення села:
| Національність   | Кількість осіб | Відсоток |
| ---------------- | -------------- | -------- |
| болгари          | 596            | 56,9%    |
| цигани           | 422            | 40,3%    |
| турки            | 0              | 0%       |
| інша             | 4              | 0,4%     |
| не визначились   | 25             | 2,4%     |
| Всього відповіли | 1047           |          |

Розподіл населення за віком у 2011 році:
Динаміка населення: